# Le Dernier Espadon
Le Dernier Espadon est la 21e aventure et le 28e album de la série de bande dessinée Blake et Mortimer, scénarisé par Jean Van Hamme, dessiné par Teun Berserik et Peter Van Dongen, d'après les personnages créés par Edgar P. Jacobs, et publié en album le 19 novembre 2021 par les Éditions Blake et Mortimer. Cette histoire prend chronologiquement sa place après La Vallée des Immortels (19e aventure de la série) et avant Le Mystère de la Grande Pyramide (deuxième aventure de la série).

## Résumé
Début 1948. À la suite de l'indépendance des Indes et du Pakistan, le major Rupert Humbletweed est chargé par le gouvernement britannique de démanteler la base secrète du détroit d'Ormuz, quartier-général de la résistance lors de la guerre contre les Jaunes. Philip Mortimer aidé par son acolyte, le sergent Nasir, doit sous ordre du MI5 changer les codes de démarrage des cinq derniers Espadons, des chasseurs-bombardiers de sa fabrication, encore entreposés dans la base de Makran.
Ce qu'il ignore, c'est que dans le même temps, des membres de l'Irish Republican Army, aidés par l'officier SS allemand Standartenführer Otto Von Rausch, cherchent à s'emparer de l'un de ces Espadons afin de l'utiliser dans un attentat de grande envergure sur le sol anglais. Ils mettent en place un de leurs agents grimés comme le major Humbletweed avant son départ vers Makran.
Au même moment, le capitaine Blake rencontre discrètement un agent infiltré au sein de l'IRA. C'est malheureusement un piège de la part de Bruce Milligan, chef de l'IRA. Celui-ci tue l'agent infiltré qui, avant de mourir, informe Blake d'un projet de l'IRA à Buckingham. Blake s'en sort indemne.
Le jour de la destruction finale de la base de Makran, le convoi des cinq Espadons en direction du porte-avions King George subit une attaque surprise dans le défilé du Homdat. Quatre Espadons et la totalité des soldats britanniques sont éliminés par une tribu du Baloutchistan Pakistanais. Nasir ayant compris la trahison de Humbletweed, s'échappe avec Mortimer dans le dernier Espadon. Étant vite rattrapés, ils délaissent l'Espadon et s'enfuient en Half-track vers la ville de Turbat.
Le lendemain, le faux Humbletweed informe l'état major depuis le King George de l'échec de l'évacuation de Makran et de la perte des Espadons. En même temps, Mortimer appelle au secours Blake depuis Turbat et l’informe de la trahison d'Humbletweed et du sauvetage du dernier Espadon.
Soupçonné, Humbletweed est rappelé à Londres mais il détourne l'hélicoptère qui le mène à Dubai sur un pétrolier allemand commandé par le Sturmbannführer Hermann Gross, membre du complot. Humbletweed est en fait le colonel Olrik, ancien officier de l'empereur Basam-Damdu. Gross lui ordonne de retrouver Mortimer, le seul homme à détenir les codes de l'Espadon.
Le lendemain, Mortimer et Nasir arrivent au rendez-vous dans le désert avec un avion britannique malheureusement détruit par leurs poursuivants, Olrik et les Benzendjas pakistanais. Ils sont finalement kidnappés par Olrik qui les torture sur le pétrolier de Gross, ayant également récupéré l'Espadon. Mortimer dévoile les codes contre son gré. Trois semaines s'écoulent, l'Espadon est alors caché sur une île Irlandaise, Nasir et Mortimer sont emprisonnés dans le sous-sol de la villa de von Rausch en république d'Irlande. Olrik, devenu gênant, est enfermé avec eux.
Leur dernier problème est de trouver un pilote pour l'Espadon. Profitant d'une dette de jeu de Selfridge (un ancien pilote d'Espadon), Milligan soudoie celui-ci pour bombarder Buckingham. Le plan étant de voler à haute altitude pour éviter les radars puis de passer sous l'eau dans la Tamise en profitant de la hauteur d'eau de l'équinoxe du printemps et de frapper au cœur de Londres.
Trois jours avant le jour J, Von Rausch, voulant affoler les Britanniques, organise l'évasion de Mortimer, Nasir et Olrik. Mais leur fuite à bord d'un hélicoptère finit mal, Olrik saute en parachute, Mortimer et Nasir subissent le crash de l'appareil.
Mortimer se réveille à l’hôpital le 21 mars alors que l'IRA a envoyé un communiqué sur l'attentat en cours. Contre toute attente, l'Espadon qui a déjoué toutes les défenses surgit au-dessus du palais royal et largue une bombe. Celle-ci est en fait un Drapeau du Royaume-Uni qui se déploie sur le toit de Buckingham. Consterné par l'échec de son plan, Von Rausch abat alors un à un les membres de l'IRA puis se suicide à l'arrivée des forces de l'ordre. Le capitaine Blake avait en fait pris la place de Selfridge dès le départ.

## Lieux et personnages

### Personnages
Le Dernier Espadon met en scène les trois personnages principaux de la série : les deux héros, le capitaine Francis Blake et le professeur Philip Mortimer, et le principal antagoniste, le colonel Olrik. L'aventure fait intervenir plusieurs personnages récurrents de la série dont l'inspecteur-chef Glenn Kendall de Scotland Yard, Mrs Benson, logeuse de Blake et Mortimer, et David Honeychurch, adjoint de Blake au MI5.
- Major Rupert Humbletweed des Forces armées britanniques
- Bruce Milligan, commandant en chef de l'IRA.
- Colonel Olrik : antagoniste
- Standartenführer Otto Von Rausch ancien officier SS allemand.
- Professeur Philip Mortimer : physicien et inventeur de l'Espadon
- Sergent Ahmed Nasir, un indien du Makran Levy Corps (Armée britannique des Indes)
- Capitaine Francis Blake : chef du MI5
- Ingenieur Hudsonː expert en explosifs de l'armée britannique
- Mohammed Wali, wazir de Turbat
- le ministre de la défense britannique
- Commander William Steele : chef du MI6
- Colonel Cartwright
- Marge Morrisson, ancienne sergent des WAAF, secrétaire du capitaine Blake au MI5.
- Sturmbannführer Hermann Gross, ancien officier SS allemand.
- Razul, un Bezendjas à la solde d'Olrik
- Peter Selfridge, ancien pilote d'Espadon
- David Honeychurch : adjoint de Blake au MI5
- Inspecteur-chef Glenn Kendall de Scotland Yard

### Lieux
L'aventure se déroule au Royaume-Uni, à Londres, en Irlande, et au Baloutchistan.
- Londres (Royaume-Uni)
  - le club londonien Centaur Club dans Piccadilly
  - Domicile de Blake et Mortimer au 99 bis Park Lane
  - Leconfield House, siège du MI5
  - Palais de Buckingham

- Makran (Baloutchistan) intégré au Pakistan en 1947
  - Base secrète britannique proche de Djask
  - Turbat

- Irlande
  - une villa sur la côte nord-ouest de l'Irlande

Sélection de lieux présents dans l'aventure
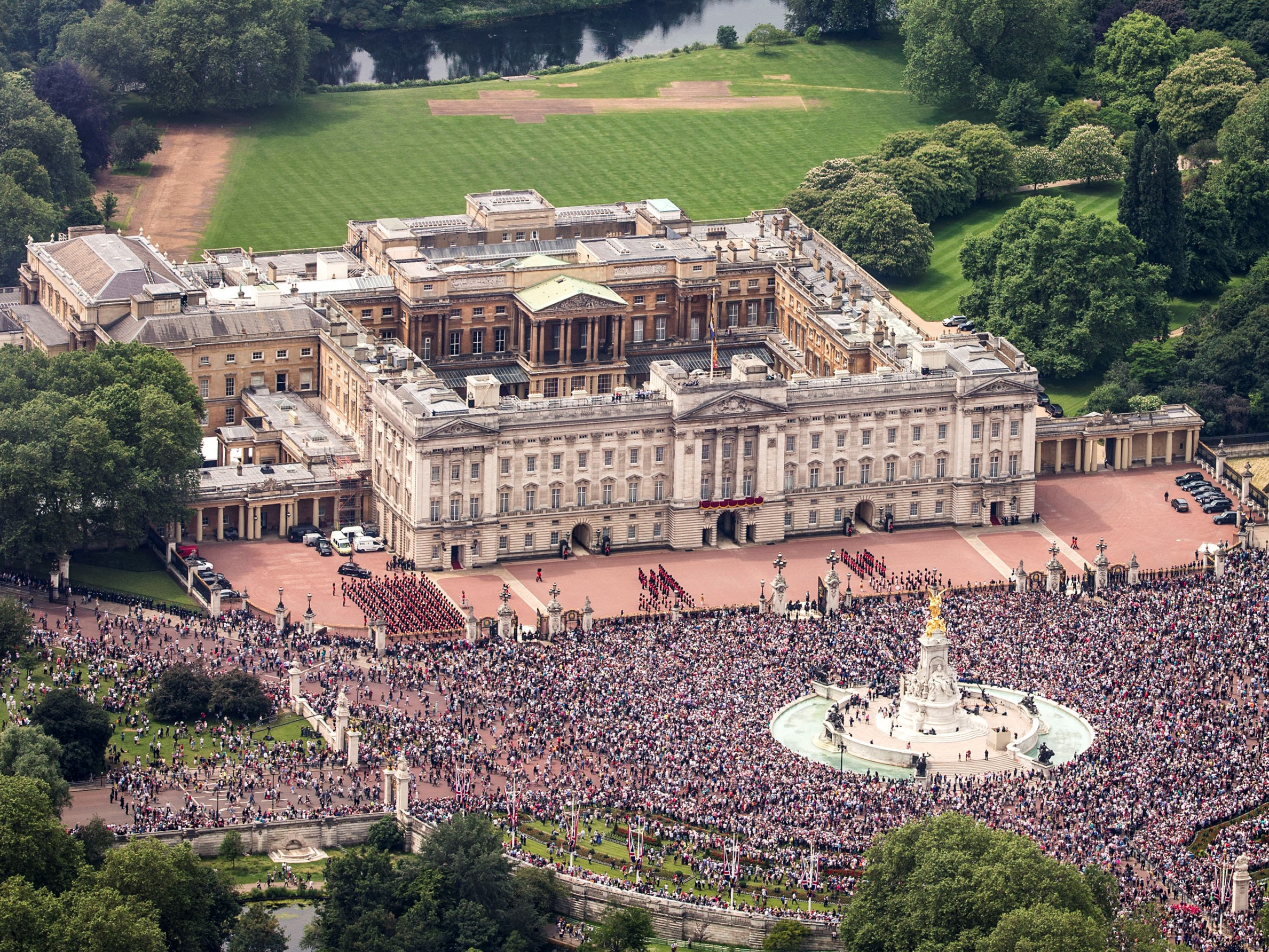
Buckingham Palace